# Martinić
Martinić falu Horvátországban, Varasd megyében. Közigazgatásilag Mali Bukovechez tartozik.

## Fekvése
Ludbregtől 7 km-re keletre, községközpontjától Mali Bukovectől 5 km-re délnyugatra a főutaktól távol fekszik.

## Története
Egyes források megemlítik, hogy a 15. században Martinić és Lunjkovec között egy Lonka nevű  erődítmény állt, melyet Hunyadi Mátyás serege rombolt le 1471-ben. 1643-tól ez a terület a Draskovich család birtoka lett. A település a veliki bukoveci uradalomhoz tartozott. 1787-ben az első népszámlálás szerint 13 háza, 92 felnőtt és 23 gyermekkorú lakosa volt.
1857-ben 111, 1910-ben 202 lakosa volt. 1920-ig Varasd vármegye Ludbregi járásához tartozott. 1961-ben 224 fővel érte el lakosságának maximumát. 2001-ben a falunak 45 háza és 160 lakosa volt, akik főként mezőgazdasággal foglalkoztak.

## Nevezetességei
- A falu délkeleti részén álló kis Szent Márton-kápolna 1987-ben épült.
- Fennmaradt a faluban egy 1921-ben épített tégla lakóház, valamint egy kisebb düledező favázas ház.
- A falu közepén levő útkereszteződésben 1942-ben emelt kőkereszt áll.

## Külső hivatkozások
- A község hivatalos oldala